# Кочер, Михал
| Открытые астероиды: 8       | Открытые астероиды: 8 |
| --------------------------- | --------------------- |
| (63163) Ерусалем            | 23 декабря 2000       |
| (161259) 2003 FN6 [1]       | 26 марта 2003         |
| (172412) 2003 DC13 [1]      | 26 февраля 2003       |
| (213771) 2003 DE13 [1]      | 27 февраля 2003       |
| (213772) 2003 DF13 [1]      | 27 февраля 2003       |
| (226317) 2003 DJ13 [1]      | 27 февраля 2003       |
| (235030) 2003 FO6 [1]       | 26 марта 2003         |
| (334704) 2003 FM6 [1]       | 26 марта 2003         |
| 1. совместно с Милошем Тихи |                       |

Михал Кочер (чеш. Michal Kočer) — чешский астроном, первооткрыватель астероидов, работает в обсерватории Клеть. В 2003 году совместно с другим чешским астрономом Милошем Тихи им было открыто 7 астероидов, и ещё один астероид он обнаружил самостоятельно. Специализируется на околоземных астероидах. Занимается программным обеспечением обсерватории, наблюдением и обработкой данных, идентификацией малых планет и их астрометрией.